# Actinostachys wagneri
Actinostachys wagneri är en ormbunkeart som först beskrevs av Selling, och fick sitt nu gällande namn av C. Reed. Actinostachys wagneri ingår i släktet Actinostachys och familjen Schizaeaceae. Inga underarter finns listade.